# Walt Harris
Walter Jermaine Harris (Birmingham, 10 de junho de 1983) é um lutador de artes marciais mistas (MMA) que atualmente compete na divisão peso-pesado do Ultimate Fighting Championship.

## Biografia
Antes de começar no MMA em 2010, Harris era jogador de basquete da Jacksonville State University.. Harris jogou uma temporada, mas decidiu abandonar o basquete para se tornar lutador de MMA. Harris é formado em educação física pela Jacksonville State College.

## Desaparecimento da enteada
Em 25 de Outubro de 2019, Walt Harris fez um post no Instagram contando que sua enteada, Aniah Blanchard, de 19 anos, estava desaparecida. Segundo a polícia local, Aniah conversou com um amigo na mesma noite do desaparecimento, além de ser vista em uma loja de conveniência, seguindo imagens da câmera do estabelecimento. A polícia também conseguiu recuperar um carro em que Blanchard teria sido vista pela última vez. O veículo estava danificado no lado direito. Esses danos não estavam presentes da última vez que ela esteve nele. 
O presidente do UFC, Dana White, se prontificou a dar uma quantia para quem ajudasse no caso e ofereceu US$ 25 mil (aproximadamente R$100 mil), assim como várias personalidades da mídia.

### Morte
Em 28 de Novembro, após mais de um mês de investigações e busca, a polícia confirmou, após perícia, que os restos mortais encontrados em Macon County, nos Estados Unidos, eram da jovem de 19 anos, que estava desaparecida há mais de um mês. A informação foi pelas autoridades local e em seguida, compartilhada por Dana White, presidente do Ultimate, que lamentou o caso e prestou as homenagens à vítima e ao atleta.

## Cartel no MMA
| Cartel no MMA       |             |             |
| 24 lutas            | 13 vitórias | 10 derrotas |
| Por nocaute         | 13          | 5           |
| Por finalização     | 0           | 1           |
| Por decisão         | 0           | 3           |
| Por desqualificação | 0           | 1           |
| No contest          | 1           | 1           |

| Res.    | Cartel    | Oponente            | Método                                    | Evento                                                 | Data       | Round | Tempo | Local                      | Notas                                                                                                |
| ------- | --------- | ------------------- | ----------------------------------------- | ------------------------------------------------------ | ---------- | ----- | ----- | -------------------------- | --- |
| Derrota | 13-10 (1) | Marcin Tybura       | Nocaute técnico (socos)                   | UFC Fight Night: Rozenstruik vs. Sakai                 | 05/06/2021 | 1     | 4:06  | Las Vegas, Nevada          | |
| Derrota | 13-9 (1)  | Alexander Volkov    | Nocaute Técnico (chute no corpo e socos)  | UFC 254: Khabib vs. Gaethje                            | 24/10/2020 | 2     | 1:15  | Abu Dhabi                  | |
| Derrota | 13-8 (1)  | Alistair Overeem    | Nocaute Técnico (socos)                   | UFC on ESPN: Overeem vs. Harris                        | 16/05/2020 | 2     | 3:00  | Jacksonville, Flórida      | |
| Vitória | 13-7 (1)  | Oleksiy Oliynyk     | Nocaute (soco)                            | UFC on ESPN: dos Anjos vs. Edwards                     | 20/07/2019 | 1     | 0:12  | San Antonio, Texas         | Performance da Noite.                                                                                |
| Vitória | 12-7 (1)  | Sergey Spivak       | Nocaute Técnico (joelhadas e socos)       | UFC Fight Night: Iaquinta vs. Cowboy                   | 04/05/2019 | 1     | 0:50  | Ottawa                     | Performance da Noite.                                                                                |
| NC      | 11-7 (1)  | Andrei Arlovski     | Sem resultado                             | UFC 232: Jones vs. Gustafsson II                       | 29/12/2018 | 3     | 5:00  | Inglewood, Califórnia      | Originalmente vitória por decisão dividida de Harris; mudado após ele testar positivo para LGD-4033. |
| Vitória | 11-7      | Daniel Spitz        | Nocaute Técnico (cotoveladas e socos)     | UFC Fight Night: Rivera vs. Moraes                     | 01/06/2018 | 2     | 4:59  | Utica, Nova York           | |
| Derrota | 10-7      | Mark Godbeer        | Desqualificação (chute na cabeça ilegal)  | UFC 217: Bisping vs. St. Pierre                        | 04/11/2017 | 1     | 4:29  | Nova York                  | |
| Derrota | 10-6      | Fabrício Werdum     | Finalização (chave de braço)              | UFC 216: Ferguson vs. Lee                              | 07/10/2017 | 1     | 1:05  | Las Vegas, Nevada          | |
| Vitória | 10-5      | Cyril Asker         | Nocaute Técnico (cotoveladas e socos)     | UFC Fight Night: Holm vs. Correia                      | 17/06/2017 | 1     | 1:44  | Kallang                    | |
| Vitória | 9-5       | Chase Sherman       | Nocaute (joelhada e socos)                | UFC Fight Night: Rodríguez vs. Penn                    | 15/01/2017 | 2     | 2:41  | Phoenix, Arizona           | |
| Derrota | 8-5       | Shamil Abdurakhimov | Decisão (dividida)                        | UFC Fight Night: Lineker vs. Dodson                    | 01/10/2016 | 3     | 5:00  | Portland, Oregon           | |
| Vitória | 8-4       | Cody East           | Nocaute (socos)                           | UFC 197: Jones vs. St. Preux                           | 23/04/2016 | 1     | 4:18  | Las Vegas, Nevada          | |
| Derrota | 7-4       | Soa Palelei         | Nocaute (socos)                           | UFC Fight Night: Rockhold vs. Bisping                  | 07/11/2014 | 2     | 4:49  | Sydney                     | |
| Vitória | 7-3       | D.J. Linderman      | Nocaute (socos)                           | Titan FC 28                                            | 16/05/2014 | 1     | 4:12  | Newkirk, Oklahoma          | |
| Derrota | 6-3       | Nikita Krylov       | Nocaute Técnico (chute na cabeça e socos) | UFC on Fox: Henderson vs. Thomson                      | 25/01/2014 | 1     | 0:25  | Chicago, Illinois          | |
| Derrota | 6-2       | Jared Rosholt       | Decisão (unânime)                         | The Ultimate Fighter: Team Rousey vs. Team Tate Finale | 30/11/2013 | 3     | 5:00  | Las Vegas, Nevada          | |
| Vitória | 6-1       | Tony Melton         | Nocaute Técnico (socos)                   | Strike Hard Productions 24                             | 15/06/2013 | 1     | 2:00  | Birmingham, Alabama        | |
| Vitória | 5-1       | Josh Robertson      | Nocaute Técnico (socos)                   | Strike Hard Productions 20                             | 08/12/2012 | 1     | 1:06  | Birmingham, Alabama        | |
| Vitória | 4-1       | Anthony Hamilton    | Nocaute (socos)                           | Superior Cage Combat 4: Grove vs. Silva                | 16/02/2012 | 1     | 1:15  | Las Vegas, Nevada          | |
| Vitória | 3-1       | Cedric James        | Nocaute (socos)                           | Fight Time 7: The Return                               | 07/10/2011 | 1     | 0:22  | Fort Lauderdale, Flórida   | |
| Win     | 2-1       | Wes Little          | Nocaute (soco)                            | Fight Force International: Blood & Sand 9              | 07/05/2011 | 1     | 1:54  | Biloxi, Mississippi        | |
| Derrota | 1-1       | Chris Barnett       | Decisão (unânime)                         | World Extreme Fighting 46                              | 22/04/2011 | 3     | 5:00  | Orlando, Flórida           | |
| Vitória | 1-0       | Justin Thornton     | Nocaute Técnico (socos)                   | Hess Extreme Fighting                                  | 15/03/2011 | 1     | 0:16  | Panama City Beach, Flórida | |